# Simone Siss
Simone Sapienza Siss é uma muralista brasileira que ficou conhecida pelos seus grafites, como por exemplo a imagem da Mulher Maravilha segurando duas latas de tinta spray, com a sigla "TPM - Tô Pixando Muro", e no ano de 2012 Simone teve uma obra escolhida pela cantora pop Madonna para estampar a capa do single "Superstar".

## Obra
Dentre outros trabalhos, participou do projeto Heart of the Amazon, no contexto de uma tentativa de impedir que construam uma hidrelétrica que afetaria a fauna, a flora e a tribo dos índios Munduruku.